# 思想犯 (Yorushika歌曲)
思想犯（日语： Shisouhan */?）是日本的日系搖滾樂團Yorushika的歌曲。最早於2020年6月24日由日本環球音樂公司發行公布於各大平台上。

## 概述
- 在音樂發布的同天於YouTube上公開MV，並由先前製作神聖放逐樂隊「露露醬的自殺直播」的作家Rabbit MACHINE繪製其MV內動畫場景[4][5][6][7][8][9][10][11][12]。

## 收錄曲
- 思想犯
  - 作詞/作曲:n-buna
  - 人聲:suis